# 손복가
손복가(孫伏伽)는 당나라 태종 휘하의 신하로 당 태종이 누군가를 처형하라는 조서를 내렸을 때 그 명령이 과하다고 비판하였다. 당 태종은 손복가에게 난릉공주원을 상으로 주었다. 이후에 또 다른 누군가가 상이 과하다고 비판하자 이세민은 자신을 자유롭게 비판할 수 있는 분위기를 위한 행위라고 설명하였다.
손복가가 삼국지의 손권의 후예인지 아닌지는 알 수 없다.